# Jiří Brázda
Jiří Brázda (29. května 1921, Praha – 3. ledna 2001) byl státní notář v Mělníku a autor knih týkajících se notářství.

## Život
Narodil se v rodině pražského advokáta, protože byly za druhé světové války uzavřeny vysoké školy, vyučil se čalouníkem, poté byl totálně nasazen na území Německa a po jejím skončení vystudoval právo. Stal se notářský koncipientem a posléze státním notářem, svůj profesní život prožil jako státní notář v Mělníku, kde byl i vedoucím státním notářem. Od sedmdesátých let 20. století navazoval kontakty s notáři v zahraničí, což po roce 1989 usnadnilo obnovu českého soukromého notářství a značně zvýšilo prestiž českých notářů v mezinárodním kontextu.
Za své zásluhy se stal čestným prezidentem Notářské komory České republiky, dne 7. února 1997 převzal ve Vídni vyznamenání za zásluhy o rakouské notářství a na základě rozhodnutí Stálé rady Mezinárodní unie notářství (UINL) ze dne 14. června 2000 obdržel v říjnu 2001 in memoriam Řád o zásluhy o UINL.

## Dílo
- Seznam děl v Souborném katalogu ČR, jejichž autorem nebo tématem je Jiří Brázda
- Jiří Brázda, Richard Bébr, Pavel Šimek: Notářství – jeho vývoj, organizace a pravomoc, Academia, Praha 1976
- Jiří Brázda: Majetkoprávní jednání občanů, Práce, Praha 1986
- Jiří Brázda: Notářský pitaval, Práce, Praha 1987
- Jiří Brázda: Nový notářský pitaval, Radioservis, Praha 1992

Notářský pitaval vyšel rovněž v německém překladu (pod názvem Pitaval eines Notars) v Bonnu v roce 1998.